# Aeroportul Qingdao Jiaodong
Aeroportul Qingdao Jiaodong (IATA: TAO, ICAO: ZSQD) este un aeroport din Jiaozhou City⁠(d), Qingdao, Shandong, Republica Populară Chineză ce deservește zona Qingdao. Aeroportul a fost tranzitat în 2022 de 9.720.090 de pasageri. A fost deschis în 12 august 2021 și numit după zona deservită.
Aeroportul dispune de o singură pistă.